# Deux de couple féminin aux Jeux olympiques d'été de 2020
Navigation
Rio de Janeiro 2016 Paris 2024
L'épreuve féminine de deux de couple des Jeux olympiques d'été de 2020 de Tokyo a lieu au Sea Forest Waterway du 23 au 28 juillet 2021.

## Compétition

### Séries
Les trois premiers de chaque série se qualifient pour les demi-finales A/B, les autres disputent des repêchages.

#### Série 1
| Rang | Ligne | Rameur                                     | Pays             | Temps         | Notes |
| ---- | ----- | ------------------------------------------ | ---------------- | ------------- | ----- |
| 1    | 3     | Brooke Donoghue Hannah Osborne             | Nouvelle-Zélande | 6 min 53 s 52 | Q     |
| 2    | 1     | Genevra Stone Kristina Wagner              | États-Unis       | 6 min 55 s 65 | Q     |
| 3    | 4     | Hélène Lefebvre Élodie Ravera-Scaramozzino | France           | 6 min 57 s 83 | Q     |
| 4    | 2     | Shuangmei Shen Xiaoxin Liu                 | Chine            | 7 min 3 s 78  | R     |
| 5    | 5     | Lenka Antosova Kristyna Fleissnerova       | Tchéquie         | 7 min 5 s 56  | R     |

#### Série 2
| Rang | Ligne | Rameur                                    | Pays     | Temps         | Notes |
| ---- | ----- | ----------------------------------------- | -------- | ------------- | ----- |
| 1    | 3     | Nicoleta-Ancuța Bodnar Simona Radiș       | Roumanie | 6 min 49 s 79 | Q     |
| 2    | 4     | Jessica Sevick Gabrielle Smith            | Canada   | 6 min 57 s 69 | Q     |
| 3    | 1     | Chiara Ondoli Alessandra Patelli          | Italie   | 6 min 59 s 58 | Q     |
| 4    | 2     | Ekaterina Kurochkina Ekaterina Pitirimova | ROC      | 7 min 3 s 96  | R     |

#### Série 3
| Rang | Ligne | Rameur                             | Pays      | Temps         | Notes |
| ---- | ----- | ---------------------------------- | --------- | ------------- | ----- |
| 1    | 4     | Roos de Jong Lisa Scheenaard       | Pays-Bas  | 6 min 49 s 90 | Q     |
| 2    | 3     | Donata Karaliene Milda Valciukaite | Lituanie  | 6 min 50 s 38 | Q     |
| 3    | 1     | Amanda Bateman Tara Rigney         | Australie | 6 min 53 s 30 | Q     |
| 4    | 2     | Leonie Menzel Annekatrin Thiele    | Allemagne | 6 min 59 s 61 | R     |

### Repêchage
Les trois premiers se qualifient pour les demi-finales.
| Rang | Ligne | Rameur                                    | Pays      | Temps         | Notes |
| ---- | ----- | ----------------------------------------- | --------- | ------------- | ----- |
| 1    | 4     | Ekaterina Kurochkina Ekaterina Pitirimova | ROC       | 7 min 13 s 77 | Q     |
| 2    | 2     | Leonie Menzel Annekatrin Thiele           | Allemagne | 7 min 14 s 92 | Q     |
| 3    | 3     | Lenka Antosova Kristyna Fleissnerova      | Tchéquie  | 7 min 16 s 96 | Q     |
| 4    | 1     | Shuangmei Shen Xiaoxin Liu                | Chine     | 7 min 21 s 93 |       |

### Demi-finales
Les trois premiers de chaque série se qualifient pour la finale.

#### Demi-finale 1
| Rang | Ligne | Rameur                                    | Pays             | Temps         | Notes |
| ---- | ----- | ----------------------------------------- | ---------------- | ------------- | ----- |
| 1    | 3     | Nicoleta-Ancuța Bodnar Simona Radiș       | Roumanie         | 7 min 4 s 31  | QA    |
| 2    | 5     | Brooke Donoghue Hannah Osborne            | Nouvelle-Zélande | 7 min 9 s 05  | QA    |
| 3    | 2     | Donata Karaliene Milda Valciukaite        | Lituanie         | 7 min 11 s 29 | QA    |
| 4    | 4     | Chiara Ondoli Alessandra Patelli          | Italie           | 7 min 19 s 25 | QB    |
| 5    | 6     | Lenka Antosova Kristyna Fleissnerova      | Tchéquie         | 7 min 24 s 22 | QB    |
| 6    | 1     | Ekaterina Kurochkina Ekaterina Pitirimova | ROC              | 7 min 24 s 37 | QB    |

#### Demi-finale 2
| Rang | Ligne | Rameur                                     | Pays       | Temps         | Notes |
| ---- | ----- | ------------------------------------------ | ---------- | ------------- | ----- |
| 1    | 3     | Roos de Jong Lisa Scheenaard               | Pays-Bas   | 7 min 8 s 09  | QA    |
| 2    | 2     | Jessica Sevick Gabrielle Smith             | Canada     | 7 min 9 s 44  | QA    |
| 3    | 4     | Genevra Stone Kristina Wagner              | États-Unis | 7 min 11 s 14 | QA    |
| 4    | 1     | Hélène Lefebvre Élodie Ravera-Scaramozzino | France     | 7 min 12 s 68 | QB    |
| 5    | 5     | Amanda Bateman Tara Rigney                 | Australie  | 7 min 15 s 25 | QB    |
| 6    | 6     | Leonie Menzel Annekatrin Thiele            | Allemagne  | 7 min 20 s 44 | QB    |

### Finales

#### Finale A
| Rang                                | Ligne | Rameur                              | Pays             | Temps         |
| ----------------------------------- | ----- | ----------------------------------- | ---------------- | ------------- |
| Médaille d'or, Jeux olympiques      | 4     | Nicoleta-Ancuța Bodnar Simona Radiș | Roumanie         | 6 min 41 s 03 |
| Médaille d'argent, Jeux olympiques  | 5     | Brooke Donoghue Hannah Osborne      | Nouvelle-Zélande | 6 min 44 s 82 |
| Médaille de bronze, Jeux olympiques | 3     | Roos de Jong Lisa Scheenaard        | Pays-Bas         | 6 min 45 s 73 |
| 4                                   | 1     | Donata Karaliene Milda Valciukaite  | Lituanie         | 6 min 47 s 44 |
| 5                                   | 6     | Genevra Stone Kristina Wagner       | États-Unis       | 6 min 52 s 98 |
| 6                                   | 2     | Jessica Sevick Gabrielle Smith      | Canada           | 6 min 53 s 19 |

#### Finale B
| Rang | Ligne | Rameur                                     | Pays      | Temps         |
| ---- | ----- | ------------------------------------------ | --------- | ------------- |
| 1    | 2     | Amanda Bateman Tara Rigney                 | Australie | 6 min 57 s 71 |
| 2    | 3     | Hélène Lefebvre Élodie Ravera-Scaramozzino | France    | 6 min 58 s 52 |
| 3    | 4     | Chiara Ondoli Alessandra Patelli           | Italie    | 6 min 58 s 88 |
| 4    | 5     | Lenka Antosova Kristyna Fleissnerova       | Tchéquie  | 6 min 59 s 19 |
| 5    | 1     | Leonie Menzel Annekatrin Thiele            | Allemagne | 7 min 1 s 21  |
| 6    | 6     | Ekaterina Kurochkina Ekaterina Pitirimova  | ROC       | 7 min 1 s 83  |